# Tributum
El Tributum era un impost extraordinari, diferent de la vectigàlia, nom de qualsevol taxa que es pagava a l'estat romà. Era un impost sobre la propietat, que augmentava quan es necessitava, principalment per cobrir les despeses d'una guerra.
La guerra amb Veios (406 aC-396 aC) i l'incendi de Roma pels gals (390 aC) van constatar que ja no n'hi havia prou amb mobilitzar els soldats a l'estiu, sinó que havien d'estar mobilitzats també a l'hivern. Les Assemblees Centuriades semblaven decidides a rebutjar noves guerres. Per resoldre els problemes derivats d'aquesta situació, el Senat va decidir el pagament d'un sou, (derivat de solidus) anomenat stipendium als soldats, amb càrrec a les rendes públiques indirectes i al producte dels dominis estatals. Les tribus ja no pagaven a l'exèrcit, i només pagaven el Tributum quan no hi havia prou diners a l'Erari, considerant-se com un emprèstit forçós reemborsable després. El tributum s'augmentava pràcticament cada any. S'imposava sobre les propietats (res mancipi), i no sobre les terres que es tenien, segons determinaven les lleis agràries.
Però com que els dominis estatals eren poc rendibles i el Tresor no disposava de fons per pagar el sou, la recaptació del Tributum es va generalitzar, i va colpejar les febles economies dels pagesos mitjans i petits, que, a més d'haver d'anar a l'exèrcit, havia de pagar unes quantitats o prestacions que, fins i tot sent recuperables, de moment els deixaven a la misèria.
La quantitat a pagar (tributum simplex) era en un principi d'un u per mil de la fortuna d'un home, però l'any 215 aC es va doblar (tributum duplex) i el 128 aC ja es pagava un tres per mil.
Servi Tul·li va instaurar els tribuni aerarii, uns tribuns que s'encarregaven de cobrar el tributum a les tribus. Originàriament, el senat fixava l'època de cobrament i l'import a recaptar, però segon Titus Livi, els plebeus, amb l'ajuda dels tribuns de la plebs, podien ajornar el pagament. No hi havia ciutadans exempts de pagar el tributum, i un intent que van fer els àugurs i els pontífexs l'any 196 aC d'eximir-se de pagar va ser rebutjat. En algunes ocasions el tributum no es recollia segons el cens, sinó que per urgència es recaptava com es podia, i s'anomenava tributum temerarium. Això es va fer l'any 387 aC i el 210 aC.
Després de la Tercera Guerra Macedònica (acabada el 168 aC) el tributum ja no es va cobrar més als ciutadans romans, segons Plini el Vell i Ciceró, que també diu que en qualsevol moment s'hauria pogut tornar a imposar.
Fins a l'any 43 aC no es va tornar a pagar el tributum, quan les guerres civils ho van exigir, però sembla que va ser més aviat un tributum temerarium que es va aplicar durant alguns anys i no un impost continuat.